# Kolla Jolly!
Kolla Jolly är Ingrid Bredbergs första bok i den 26 böcker långa serien om tonårsflickan Jolly. Boken kom ut 1970. Jolly, eller Jolanda som hon egentligen heter, är i denna bok 14 år.

## Handling
Boken inleds med en presentation av Jolly och hennes familj, bestående av, förutom mamma och pappa, storasyster Mirre (Miranda) och lillebror Tony och mormor som bor tillsammans med familjen. Jolly bor i den fiktiva staden Norrsken, som ligger ungefär mitten av Sverige.
I början av denna bok har Jolly inte blivit bekant med bästisen Gullsan. Hon introduceras i kapitel fem, då hon kommer som ny elev till Jollys klass. Till en början tycker Jolly illa om Gullsan och markerar detta tydligt. När Jolly rymmer hemifrån och söker upp ett dittills tomt hus, visar det sig att Gullsans familj flyttat in där. När Gullsan dyker upp i källaren där Jolly befinner sig, blir Jolly först arg, men efter att Gullsan konfronterat henne om orsaken till hennes avoga inställning,  kommer Jolly fram till att hon främst hängt upp sig på Gullsans namn.
Jolly har i denna bok inte blivit tillsammans med sin pojkvän Roger. Nedstämd över att Roger inte tycks visa intresse för henne, bestämmer hon sig för att sätta käppar i hjulet för systern Mirres kärleksplaner, som också går och drömmer om en särskild kille. Med hjälp av en påhittad inbjudan lurar Jolly iväg Mirre till banken där killen arbetar. Men det som av Jolly var tänkt som ett spratt leder i stället till att killen på banken blir intresserad av Mirre. Resten av serien om Jolly är Mirre och Fredrik, som killen heter, ett par.
I "Kolla Jolly" bor Mirre fortfarande hemma, något som leder till ständiga konflikter mellan Jolly och Mirre. Båda systrarna är inte bara i tonåren, båda har också ett explosivt temperament och även Mirre förefaller vara tämligen omogen.
När Mirre retfullt skryter för Jolly att Fredrik bjudit henne på restaurang, påstår Jolly att hon är bjuden på dans. Mirre och mamman anställer stora förberedelser inför detta, något Jolly tiger och lider av, eftersom hon inte ska på dans. Samtidigt är hon för stolt att erkänna att hon hittat på detta för att hävda sig gentemot Mirre. På festkvällen går hon först länge bara och driver, men hamnar utan att själv veta hur det går till utanför huset där det är dans. När hon på avstånd får se Mirre och Fredrik närma sig huset, gömmer hon sig på husets veranda, samtidigt som Roger kommer ut från festen för att röka. Sedan hon förklarat situationen inbjuds hon till festen. Dagen därpå berättar hon triumferande för familjen att Mirre inte alls ätit middag med Fredrik utan i stället i setts spionera i trädgården.
Men det är inte bara bråk mellan Jolly och Mirre. I ett av kapitlen glimtar tillfälligtvis något av en mognare och systerlig kontakt fram, när Mirre anförtror Jolly att hon kärat ner sig i en populär skådespelare. När Jolly märker att Mirre verkligen mår dåligt av sina känslor, skriver hon och Gullsan ett antal brev till skådespelaren ifråga, där de berättar att Mirre är olyckligt kär i honom. De ber honom dyka upp - vilket han faktiskt också gör, då han ska vara med i en teateruppsättning på en ort i närheten. Gullsan och Jolly planerar tillsammans med skådespelaren ett möte med Mirre, där han dels ska spela förälskad i henne, dels spela odräglig och egocentrisk för att Mirre ska kunna släppa tankarna på honom. Nu vill det sig inte bättre än att den för Mirres del oplanerade mötet sammanfaller med att hon och Fredrik ska mötas på stan för att reda ut vissa misshälligheter. Det visar sig nämligen att det som Jolly uppfattat som en förälskelse i skådespelaren från Mirres sida, i själva verket bara varit en fnurra på tråden mellan henne och Fredrik. Förutom att kapitlet har sina klart komiska poänger, visar det som sagt också en annan sida av systrarnas inbördes relation. Samtidigt tar den upp ett för, inte bara tonåringar, välbekant ämne, nämligen den obesvarade och komplicerade kärleken.